# Jaskinia w Gackowej Baszcie
Jaskinia w Gackowej Baszcie – jaskinia na Wyżynie Olkuskiej będącej częścią Wyżyny Krakowsko-Częstochowskiej. Znajduje się w skale Gackowa Baszta w dolnej części Doliny Kluczwody, pod względem administracyjnym w województwie małopolskim, w powiecie krakowskim, w gminie Wielka Wieś.

## Opis obiektu
Otwór schroniska znajduje się na pionowej, zachodniej ścianie Gackowej Baszty, na wysokości około 25 m nad dnem doliny. Jest widoczny z daleka, ale trudno dostępny. Najłatwiej dostać się do niego można poprzez kilkunastometrowy zjazd na linie ze szczytu skały. Wspinanie się od dołu jest niebezpieczne ze względu na dużą kruszyznę, poza tym zbocze pod ścianą jest bardzo strome i zarośnięte.
Owalny otwór ma wymiary 1,5 × 2 m i jest myty. Za otworem jest stopniowo obniżający się i meandrujący, owalny korytarz. W jego początkowej części pod stropem znajduje się niewielka półka z krasowymi wymyciami. W najciaśniejszym miejscu korytarz ma postać rury o średnicy 0,8 m, rura ta uchodzi do poprzecznej szczeliny o wysokości 4 m. Szczelina ta, z wyjątkiem środkowej części, jest wypełniona próchnicą z dużą ilością kości zwierzęcych. Obydwa końce szczeliny wznoszą się i po kilku metrach ślepo kończą. W najszerszym miejscu szczeliny znajduje się na wysokości 1,8 m boczna rynna.
Jaskinia jest pochodzenia krasowego. Powstała w wapieniach z jury późnej. Brak w niej nacieków, namulisko próchniczne z drobnymi kościami. Jest sucha i na większej części swojej długości widna, jedynie najdalsze końce są ciemne. Przy otworze i na lepiej oświetlonych ścianach rozwijają się glony. Obserwowano muchówki, pająki, kosarze, motyla szczerbówkę ksieni oraz dwa nietoperze podkowce małe.

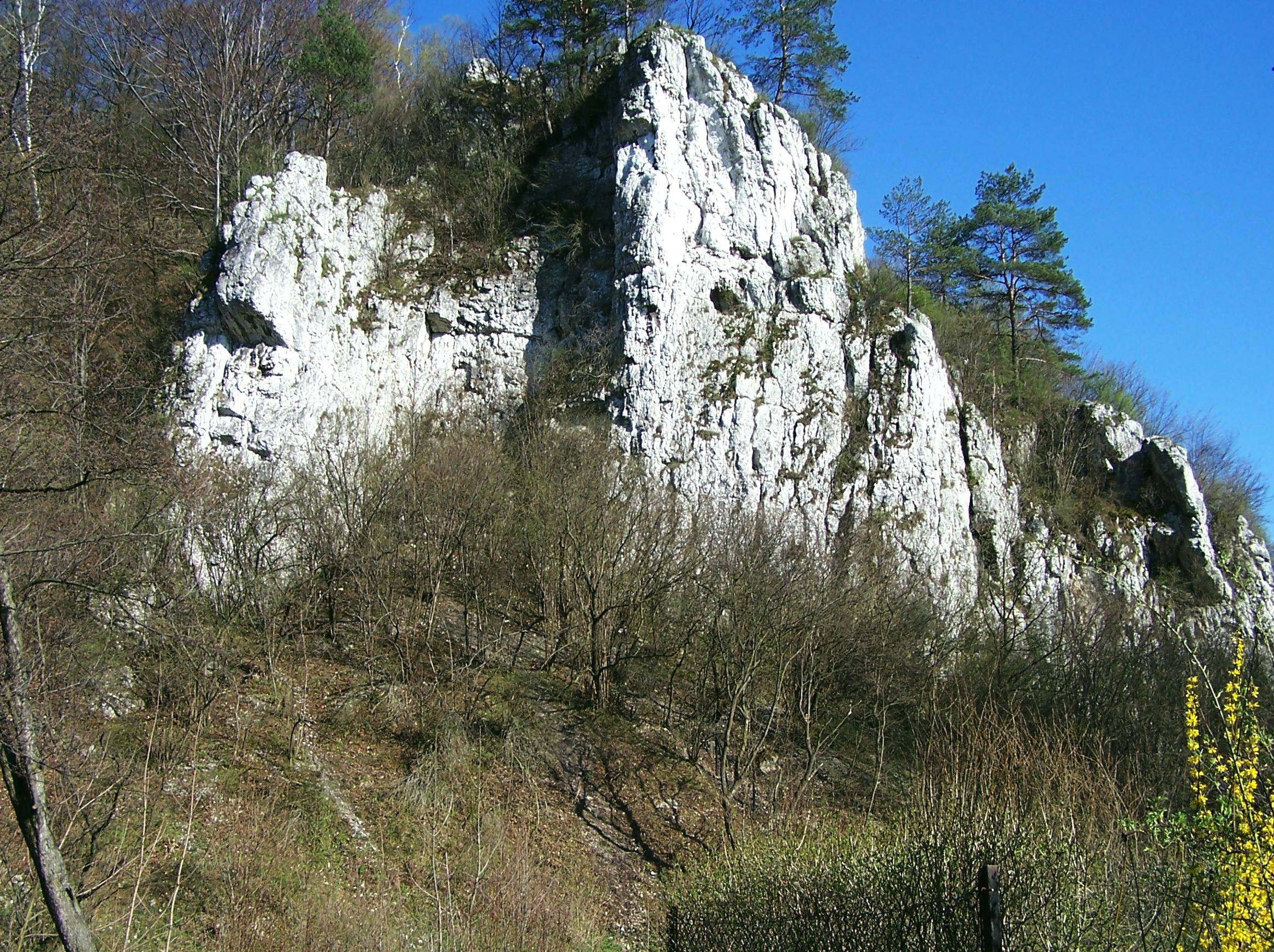
Ściana Gackowej Baszty z otworem jaskini

## Historia poznania i dokumentacji
Jaskinia znana była wspinaczom, jednak nie była opisana. Wzmiankowali ją tylko K. Baran i T. Opozda w przewodniku wspinaczkowym. Opis jaskini, jej dokumentację i plan sporządził N. Sznober w kwietniu 2015 r.